# 요하네스 카시아누스

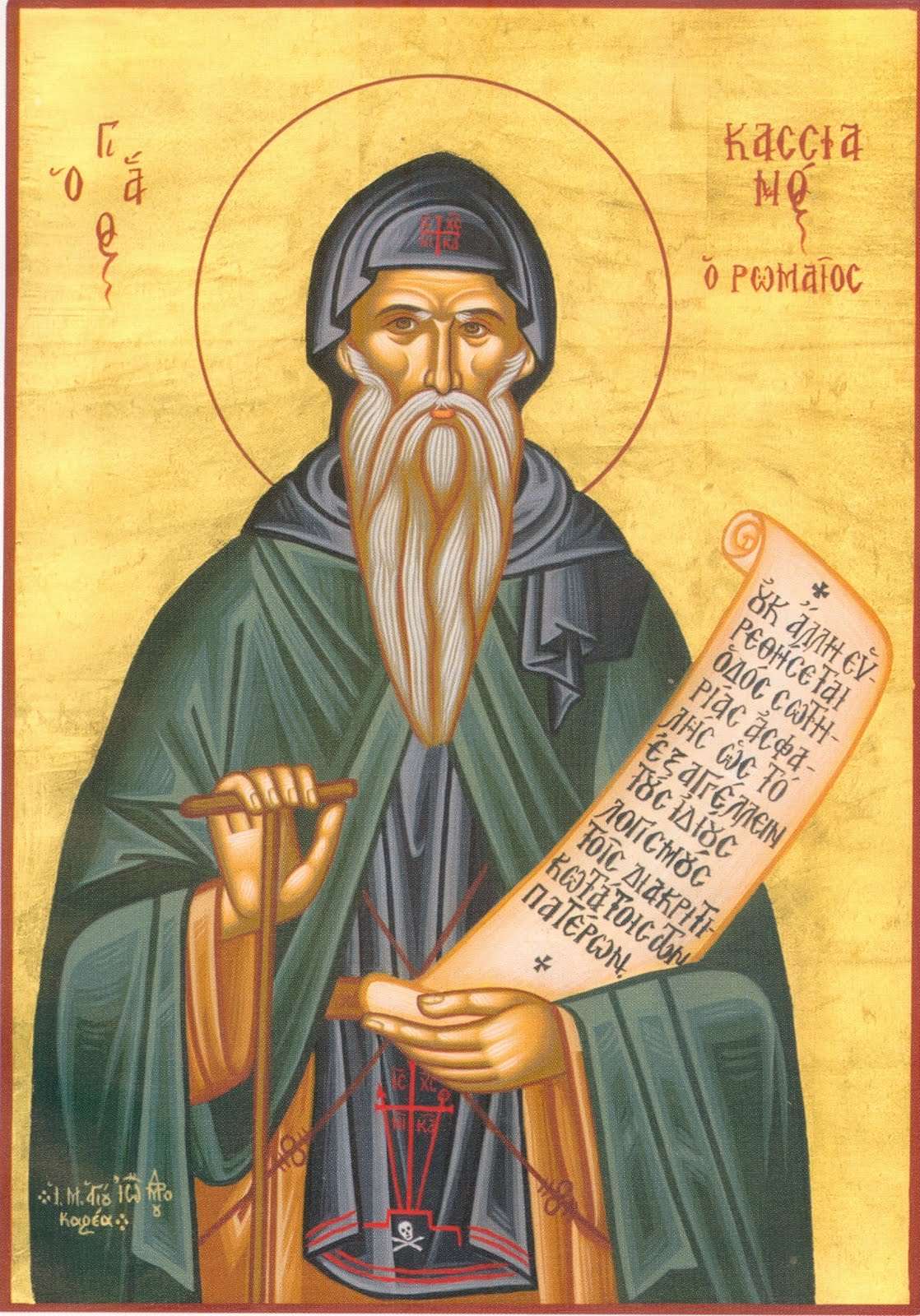

요하네스 카시아누스(라틴어: Ioannus Cassianus) 또는 이오아니스 카시아노스(그리스어: Ιωάννης ο Κασσιανός)는 4세기 후반에서 5세기 초반에 활동한 영성가로서, 일찍이 고대 기독교 영성의 온상지인 이집트의 나일강 유역에서 오랜동안 수도생활을 하며, 당시의 영성의 대가인 에바그리오스 문하에서 영적 사사를 받았고, 후에 유럽으로 건너와 동방교회의 영성 특히 사막의 수도원적 영성을 서방교회의 수도원 영성에 접목시켜 크게 발전시킨 영성의 대가이다. 그의 영성사상은 성 베네딕트(St. Benedict)의 걸작인 <수도원 규율>을 집대성하는데 크게 이바지 했으며, 그리고 특히 관상기도의 일론적 체계를 수립하는데도 크게 공헌하였다.

## 영향
카시아누스의 영적인 전통은 서유럽에 막대한 영향을 미쳤다. 서방 교회 영성의 상당부분 즉, 누르시아의 베네딕토와 이냐시오 데 로욜라는 카시아누스로부터 기초적인 개념을 가지고 왔다.
교황 그레고리오 1세는 칠죄종의 가르침을 카시아누스에게서 가져와서 양심의 가책과 기도에 적용하였다.
필립보 네리는 카시아누스에 대해 평신도에게 읽어주었으며, 그의 가르침의 도입 부분에 종종 사용하였다. 카시아누스는 구원을 얻는 데, 기도의 역할과 개인의 금욕주의를 강조하였다. 이것은 아우구스티누스의 하나님의 공의와 은혜(예정론)의 강조와 대조된다. 그의 여덟가지 사악한 경향을 극복하라는 가르침은 아일랜드 수도사들에게 많은 영향을 주었다.

## 저서[1]
- The Institutes of the Cenobia.
- The Conferences.

## 같이 보기
- 공주 수도원